# Usón
Usón es una localidad perteneciente al municipio de Huerto, en la provincia de Huesca, comunidad autónoma de Aragón, España. En 2018 contaba con 27 habitantes.

## Geografía humana

### Demografía
| Gráfica de evolución demográfica de Usón entre 1842 y 1970 |
| |
| Población de derecho según los censos de población del INE Población de hecho según los censos de población del INEEntre el censo de 1860 y el anterior, crece el término del municipio porque incorpora a 22239 (Tramaced) Entre el censo de 1960 y el anterior, disminuye el término del municipio porque independiza a 22239 (Tramaced) Entre el censo de 1981 y el anterior, este municipio desaparece porque se integra en el municipio 22124 (Huerto) |